# Rue d'Enghien
Rue d'Enghien är en gata i Quartier de la Porte-Saint-Denis i Paris tionde arrondissement. Gatan är uppkallad efter Louis-Antoine de Bourbon-Condé, duc d'Enghien (1772–1804). Rue d'Enghien börjar vid Rue du Faubourg-Saint-Denis 45 och slutar vid Rue du Faubourg-Poissonnière 20.

## Omgivningar
- Saint-Eugène-Sainte-Cécile
- Notre-Dame de Bonne-Nouvelle
- Saint-Laurent
- Conservatoire national supérieur de musique et de danse de Paris
- Boulevard de Bonne-Nouvelle
- Rue des Petites-Écuries
- Cour des Petites-Écuries
- Passage des Petites-Écuries
- Rue Gabriel-Laumain
- Cité Paradis
- Cité de Trévise
- Rue Ambroise-Thomas

## Bilder
| - Louis-Antoine de Bourbon-Condé, duc d'Enghien. - Gatuskylt. - Saint-Eugène-Sainte-Cécile. - Notre-Dame-de-Bonne-Nouvelle. |

## Kommunikationer
- Tunnelbana – linjerna    – Strasbourg – Saint-Denis
- Tunnelbana – linje  – Château d'Eau
- Tunnelbana – linjerna   – Bonne-Nouvelle
- Busshållplats Petites-Écuries – Paris bussnät, linje 39
- Busshållplats Château d'Eau – Paris bussnät

### Webbkällor
- ”Rue d'Enghien”. Mairie de Paris. https://web.archive.org/web/20160303210239/http://www.v2asp.paris.fr/commun/v2asp/v2/nomenclature_voies/Voieactu/3307.nom.htm. Läst 3 december 2023.
- ”Rue d'Enghien (10ème arrondissement)”. Les rues de Paris. https://web.archive.org/web/20160409115605/http://www.parisrues.com/rues10/paris-10-rue-d-enghien.html. Läst 3 december 2023.